# Kotchevnik durrelli
Kotchevnik durrelli (лат.) — ночная бабочка из семейства древоточцев инфраотряда разнокрылых бабочек. Видовое латинское название дано в честь английского натуралиста и писателя Джеральда Даррелла.
Вид описан в 2004 году российским энтомологом Р. В. Яковлевым. Типовое местонахождение: Гарни, Армения. Для России K. durrelli ранее указывался из Дагестана под названием Cossus modestus Staudinger, 1887. Размах крыльев бабочки около 35 мм. Вершины передних крыльев несколько заостренные. Верхняя сторона переднего крыла темно-серая без рисунка в его базальной части и с сетчатым рисунком из очень узких поперечных линий в средней части и по краям. В базальной области крыла ниже дискальной ячейки находится слабо выраженное охристое пятно. Задние крылья чисто-белые.